# Conacul din Voinești

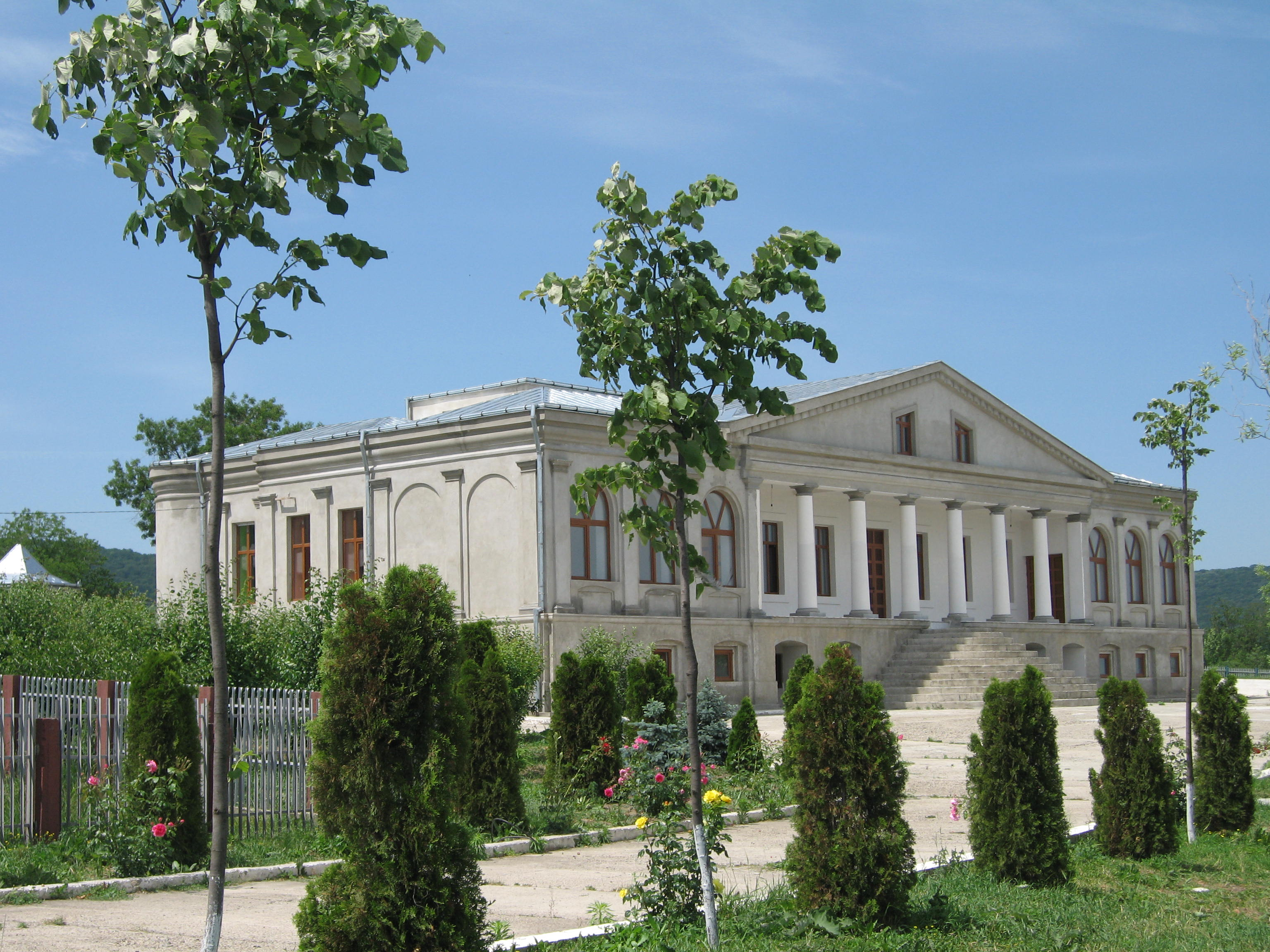
Conacul Negruzzi din Voineşti

Conacul din Voinești este un conac care se află în satul Voinești din județul Iași (la o distanță de 15 km de Iași, pe DN 24) și care a fost construit de către familia boierească Negruzzi în anul 1830.
Imobilul se află în centrul comunei Voinești, în apropiere de primărie și biserică, având în prezent o deschidere la stradă de circa 50 metri.

## Trecut și prezent
Satul Voinești a fost înființat la mijlocul secolului al XVII-lea ca așezare de țărani clăcași pe moșia boierilor Voinești. În jurul anului 1825, proprietarul moșiei Voinești, Iorgu Anastasie Voinescu, a dat această moșie ca zestre fiicei sale Zoe la căsătoria acesteia cu spătarul Ianachi Negruzzi (1799-1836), vărul scriitorului Costache Negruzzi (1808-1868).
Conacul din Voinești a fost construit în anul 1830 de către familia boierului Ianachi Negruzzi. Clădirea are 3 niveluri (demisol+parter+etaj), 28 de încăperi întinse pe o suprafață totală de 850 de metri pătrați, iar pereții exteriori au grosime de aproape un metru. Conacul era înconjurat de un parc, care se mai întinde astăzi pe o suprafață de aproape trei hectare.
În anul 1834, spătarul Ianachi Negruzzi a construit în apropierea conacului o biserică din cărămidă pe temelie de piatră. În această biserică au fost înmormântați membrii familiei boierești Negruzzi.
După Revoluția din decembrie 1989, conacul și o suprafață de teren de aproape 3 hectare din parcul acestuia au fost cumpărate de omul de afaceri ieșean Laurențiu Popescu (consilier local PDAR în perioada 1992-1996), când afacerile sale erau în plină ascensiune. Acesta era proprietarul firmei Ledif SRL ce se ocupa cu producția de încălțăminte. Începând din 1996, afacerile sale au intrat în declin, Popescu fiind arestat la 18 martie 1998 și apoi condamnat la 2 ani și jumătate de închisoare cu suspendare pentru înșelăciune, fals și uz de fals, iar o mare parte din averea sa, estimată la acea vreme la 3 milioane de dolari, a fost scoasă la vânzare de către diverși executori judecătorești sau bănci . Băncile au intrat în proprietatea conacului de la Voinești.
Reintrat în afaceri în domeniul vânzării de fier vechi, Popescu a început să-și mărească veniturile, răscumpărându-și conacul de la bănci în anul 1999 contra sumei de 700 milioane lei vechi (43.000 de euro la acea vreme). El a început restaurarea conacului, investind, după propriile spuse, în restaurarea lui circa 350.000 de euro . Imobilul a fost racordat la rețeaua de canalizare, apă curentă și electricitate. S-au construit alei betonate de acces și garduri din beton și fier forjat, s-a pavat podeaua conacului cu marmură la parter și s-a pus mochetă la etaj, au fost construite cinci băi placate cu gresie și faianță, au fost instalate geamuri de termopan PVC de mahon, s-au finisat interioarele etc. În prezent, clădirea are 15 camere, 5 băi și 3 terase.
La începutului anului 2008, Laurențiu Popescu a scos la vânzare conacul boieresc din Voinești, postând anunțuri pe siturile Internet specializate în acest gen de tranzacții, în care cerea un preț de 1 - 1,3 milioane de euro. În mai 2008, el susținea că încheiase un precontract cu o firma belgiană care oferea 950.000 de euro plus TVA și mai trebuia doar să parafeze actele finale .

## Galerie foto

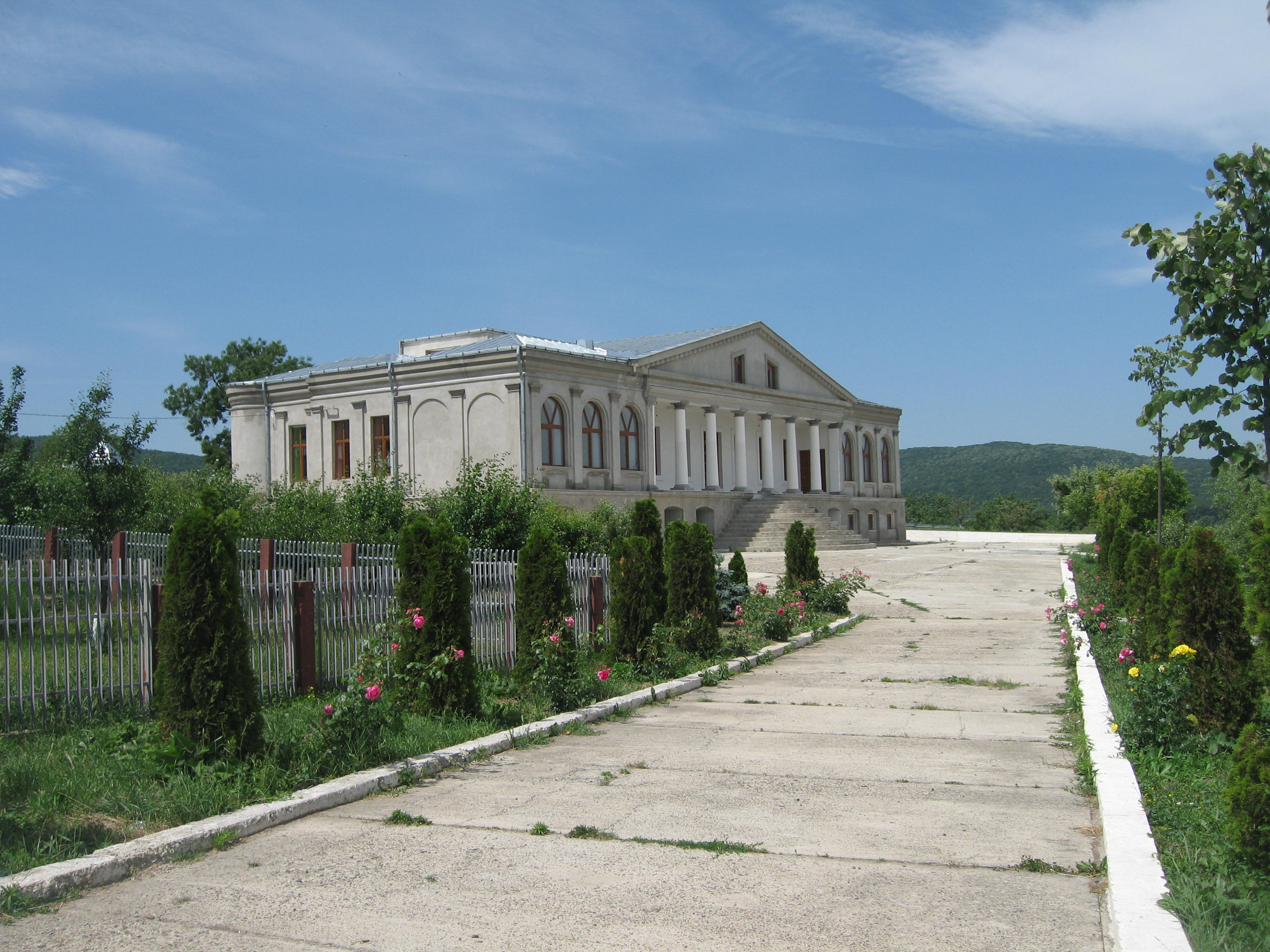
Conacul din Voineşti
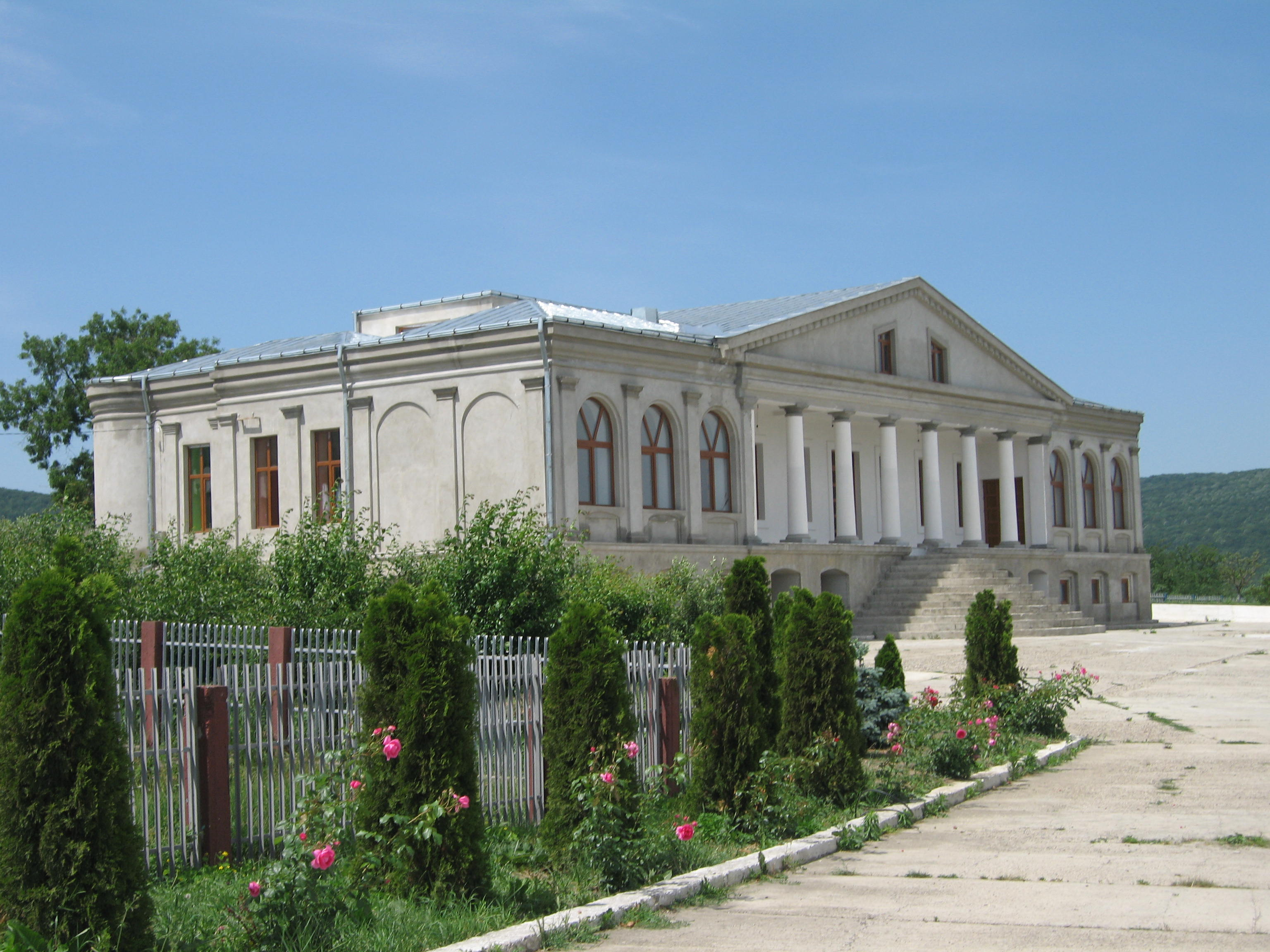
Conacul din Voineşti